# Látrabjarg
Látrabjarg ([ˈlauːtraˌpjark]) es un cabo del país europeo de Islandia, formado por altos acantilados que albergan a millones de aves marinas.
Látrabjarg está situado en el extremo noroeste del país, en la península de Westfjords, que es perteneciente a la misma región de Vestfirðir, municipio de Vesturbyggð. El cabo es punto de inicio y de limitación norte del fiordo Breiðafjörður hasta la península Snæfellsnes, en el sur.
Su costa está salpicada de acantilados que llegan a medir hasta catorce kilómetros de longitud y poseen elevaciones de hasta 440 metros.